# Wilhelm Speck

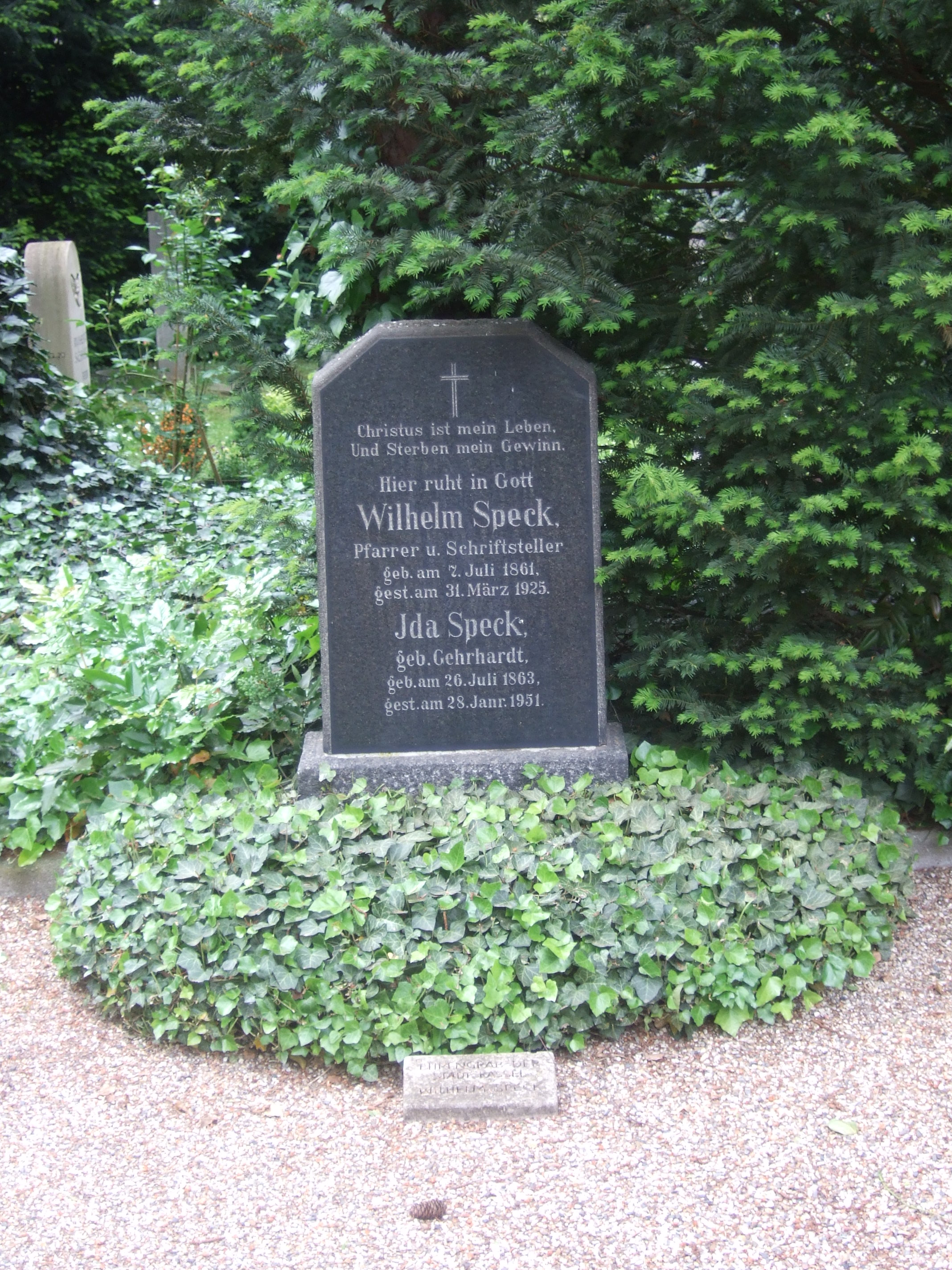
Ehrengrab von Wilhelm Speck auf dem Friedhof Wehlheiden in Kassel

Wilhelm Speck (* 7. Juli 1861 in Großalmerode; † 31. März 1925 in Kassel) war ein deutscher Theologe, Gefängnisseelsorger, Schriftsteller und Pädagoge.

## Familie, Ausbildung und Berufsleben
Wilhelm Speck war der Sohn des Lehrers und späteren Anstaltslehrers an der Strafanstalt Wehlheiden in Kassel Friedrich Speck und dessen Frau.
Wilhelm Speck besuchte das Friedrichsgymnasium in Kassel, zu dessen Jubiläum er 1879 einen Prolog dichtete. Von 1881 bis 1885 studierte er in Leipzig und Marburg Evangelische Theologie. Danach war er zwei Jahre lang Pfarrverweser in Kirchditmold bei Kassel und ab 1887 Anstaltspfarrer in Gollnow in Pommern. Es folgten mehrere Stellen als Anstaltspfarrer und Gefängnisseelsorger. So war Wilhelm Speck 1888 in Sonnenburg, 1892 am Zentralgefängnis in Cottbus, 1899 in Halle und 1904 in Moabit in Berlin beschäftigt. 1911 wurde ihm die theologische Ehrendoktorwürde der Philipps-Universität Marburg verliehen. 1912 wurde Wilhelm Speck Pfarrer in Zimmersrode. 1913 nahm er am Deutschen Germanistentreffen in Marburg teil. Anlässlich seines 60. Geburtstages erhielt er 1921 die Ehrenbürgerschaft von Großalmerode, seiner Geburtsstadt. Wilhelm Speck war verheiratet mit Ida Gerhardt. Die Ehe blieb kinderlos.
Seinen Ruhestand verlebte er in Kassel, wo er mit 63 Jahren verstarb. Das Grab des Ehepaars Speck befindet sich auf dem Friedhof in Wehlheiden und ist ein Ehrengrab der Stadt Kassel.

## Pädagoge
Wilhelm Speck studierte zwar ausschließlich Theologie und war vor allem als Gefängnisseelsorger tätig, doch führte er den Erziehungsgedanken und die Bildung in die Gefängnisanstalten ein. Um die religiöse Überfrachtung der Gefangenen einzustellen, sollte die Literatur mit religiösem Inhalt zwar angeboten, aber nicht von der Anstaltsleitung aufgedrängt werden.
Wilhelm Speck formuliert sein Denken wie folgt:
„Der Förderung der geistigen, moralischen, und religiösen Besitztümer des Gefangenen, ja der Erhaltung seiner Lebenskraft überhaupt, dient nun mit anderen Einrichtungen in hervorragender Weise auch die Anstaltsbücherei.“

## Dichter und Schriftsteller
Der Dichter Wilhelm Speck gilt als hessischer realistischer Meister der Erzählkunst und beschreibt den Konflikt zwischen Heimatverbundenheit und Sehnsucht nach der Fremde, aber auch zwischen Alter und Jugend. Oftmals fließen regionale Bezüge in die Erzählungen ein.
Handlungsorte sind daher neben der unmittelbaren Umgebung von Großalmerode und dem Hohen Meißner auch ferne Länder. Wilhelm Speck war zu seiner Zeit ein vielgelesener Autor. Seine Romane und Erzählungen erreichten eine Gesamtauflage von mehr als 200.000 Exemplaren.

## Werke
- Ursula (Novelle) 1893
- Die Flüchtlinge; eine Geschichte von der Landstrasse  (Novelle) 1894
- Zwei Seelen (Erzählung) 1904
- Der Joggeli (Erzählung) 1907
- Über Gefangenenbibliotheken 1906
- Ein Quartett-Finale : (Novelle) 1911
- Briefe an die Freunde 1925

## Ehrungen
- Ehrenbürger der Stadt Großalmerode 1921
- Ehrengrab der Stadt Kassel

## Würdigung
In Kassel ist eine Straße und in Großalmerode ein Platz nach Wilhelm Speck benannt. Der Joggelibrunnen in Orferode erinnert an Wilhelm Specks Erzählung „Der Joggeli“.